# هارمان باوجا
هارمان باوجا (به انگلیسی: Harman Baweja) (زاده ۱۳ نوامبر ۱۹۸۰) بازیگر هندی است.
از فیلم‌هایی که وی در آن نقش داشته‌است می‌توان به قصه عشق ۲۰۵۰، نشانه شما چیست؟، صدای گلوله اشاره کرد.